# Konrad Laimer
Konrad Laimer (n. 27 mai 1997, Salzburg, Austria) este un fotbalist austriac care joacă ca mijlocaș sau fundaș dreapta la Bayern München în Bundesliga și la echipa națională de fotbal a Austriei.

## Cariera pe echipe

### Red Bull Salzburg
Laimer este un produs al lui Red Bull Salzburg. Și-a făcut debutul în Erste Liga cu echipa de rezervă Liefering pe 2 mai 2014, împotriva lui SV Horn. A debutat la prima echipă pe 28 septembrie 2014 împotriva lui Rapid Viena. L-a înlocuit pe Alan în timpul adăugat.

### RB Leipzig
La 30 iunie 2017, Laimer s-a mutat în Germania și s-a alăturat lui RB Leipzig sub un contract de patru ani. Acordul lui Laimer trebuia să se termine în 2021, dar mai târziu a semnat o prelungire a contractului până în iunie 2023. A câștigat DFB-Pokal în 2022 și 2023 cu Leipzig. Pe 3 iunie 2023, după victoria lor în DFB-Pokal 2023, Laimer și-a anunțat decizia de a pleca de la RB Leipzig.

### Bayern München
La 9 iunie 2023, Bayern Munchen a anunțat că l-a semnat pe Laimer prin transfer gratuit până la 30 iunie 2027.
La 8 august 2023, Laimer și-a schimbat numărul pe care îl purta la Bayern Mûnchen de la 24 la numărul său favorit 27, deoarece fostul proprietar al numărului, Yann Sommer, a părăsit clubul. Pe 26 septembrie, a marcat primul său gol într-o victorie cu 4-0 în deplasare împotriva lui Preußen Münster în DFB-Pokal.

## Cariera internațională
Laimer a primit primul său apel la echipa de seniori a Austriei pentru calificările la Cupa Mondială din 2018 împotriva Țării Galilor și Georgiei în septembrie 2017.
Și-a făcut debutul pe 7 iunie 2019 într-o calificare la Euro 2020 împotriva Sloveniei, ca titular.

## Titluri
Red Bull Salzburg
- Bundesliga austriacă: 2014–15, 2015–16, 2016–17
- Cupa Austriei: 2014–15, 2015–16, 2016–17

RB Leipzig
- DFB-Pokal: 2021–22,[17] 2022–23,[18] locul secund: 2020–21

Individual
- Echipa sezonului din UEFA Europa League: 2021–22 [19]